# Tomás Montejo y Rica
Tomás Montejo i Rica (Baeza, 13 de desembre de 1856 - † Madrid, 29 d'abril de 1933) fou un advocat i polític espanyol, va ser ministre d'Instrucció Pública i Belles arts durant el regnat d'Alfons XIII.

## Trajectòria
Fou catedràtic de Dret Processal i pràctica forense a la Universitat de Madrid, en la que seria vicerector i rector honorari. També fou vicepresident de la Reial Acadèmia de Jurisprudència i Legislació i membre de la Reial Acadèmia de Ciències Morals i Polítiques. També seria lletrat del Consell d'Estat d'Espanya.
Membre del Partit Conservador, va ser elegit diputat per Conca en les eleccions generals espanyoles de 1886 i 1891, en les eleccions de 1898 va passar a ser diputat per Canàries. Entre 1903 i 1917 va ser senador per Conca sent nomenat senador vitalici en 1919.
Va ser ministre ministre d'Instrucció Pública i Belles arts entre el 29 de desembre de 1920 i el 13 de març de 1921 en el gabinet que va presidir Eduardo Dato. Entre l'1 d'abril i el 4 de desembre de 1922 tornaria a ocupar aquesta mateixa cartera ministerial al govern presidit per Rafael Sánchez Guerra. En la seva darrera etapa va derogar el decret d'Autonomia Universitària, va reformar la carrera de Comerç i va crear les escoles maternals i les de cursos complementaris.

## Obres
- La España del siglo XIX (1887)
- Las instituciones modernas para resolver conflictos entre patronos y obreros (1911)
- La función judicial (1916)